# Kotzen (bergtop)
De Kotzen is een 1766 meter hoge bergtop in het Vorkarwendel van het Karwendelgebergte in de Duitse deelstaat Beieren. De bergtop ligt binnen de driehoek Sylvensteinsee, Schafreuter en Lerchkogel.
De berg heeft een ogenschijnlijk vreemde naam, aangezien Kotzen in het Duits braken betekent.
De berg is vooral bekend vanwege de zogenaamde Kotzen-Runde, een wandelweg die over de top van de Kotzen voert. Tot het voorjaar van 2006 voerde deze wandelweg over een brug over de kloof Dürrachklamm. Deze brug werd in de jaren '70 gebouwd voor de verfilming van een roman van Ludwig Ganghofer, Der Jäger von Fall. Om veiligheidsredenen werd deze echter in de lente van 2006 afgesloten en nog diezelfde zomer afgebroken. Herbouw van de brug is niet gepland, zodat de Kotzen-Runde nu over een ander traject voert.